# Кубок Испании по футболу 1967/1968
Кубок Испании по футболу 1967/1968 — 64-й розыгрыш Кубка Испании по футболу выиграла Барселона. Этот кубок стал шестнадцатым в истории команды.
Соревнование прошло в период с 1 октября 1967 по 11 июля 1968 года.

## Результаты матчей

### 1/4 финала
| Команда 1       | Итог | Команда 2       | 1-й матч | 2-й матч |
| --------------- | ---- | --------------- | -------- | -------- |
| Эльче           | 3:3  | Сельта          | 3:0      | 0:3      |
| Барселона       | 3:1  | Атлетик Бильбао | 3:1      | 0:0      |
| Атлетико Мадрид | 4:2  | Валенсия        | 1:0      | 3:2      |
| Сарагоса        | 3:4  | Реал Мадрид     | 3:2      | 0:2      |

- Дополнительный матч

| Команда 1 | Счёт | Команда 2 |
| --------- | ---- | --------- |
| Эльче     | 1–2  | Сельта    |

### 1/2 финала
| Команда 1       | Итог | Команда 2   | 1-й матч | 2-й матч |
| --------------- | ---- | ----------- | -------- | -------- |
| Атлетико Мадрид | 2:3  | Барселона   | 1:0      | 1:3      |
| Сельта          | 3:5  | Реал Мадрид | 3:2      | 0:3      |

### Финал
| 11 июля, 1968            | \| Барселона \| 1:0 \| Реал Мадрид \| \| Зунзунегуи 55′ (автогол) \| Голы \| \| | Сантьяго Бернабеу, Мадрид Зрителей: 100 000 |
| Барселона                | 1:0                                                                             | Реал Мадрид                                 |
| Зунзунегуи 55′ (автогол) | Голы                                                                            |                                             |